# Le Chien jaune de Mongolie
Pour plus de détails, voir Fiche technique et Distribution.
Pour les articles homonymes, voir Chien jaune (homonymie).
Le Chien jaune de Mongolie (mongol cyrillique : Шар нохойн там / Shar nokhoïn tam, littéralement Chien jaune de l'enfer, allemand Die Höhle des gelben Hundes) est un film germano-mongol réalisé par Byambasuren Davaa, sorti en 2005.

## Synopsis
Dans une famille nomade du Nord de la Mongolie, Nansal, enfant de six ans, trouve un chien perdu caché dans une grotte et le ramène chez elle. Elle veut le garder, mais le père s'y oppose par peur qu'il ait été avec des loups dans la grotte, loups qui le rechercheraient ensuite et qui pourraient dès lors attaquer le troupeau familial. Il pense qu'il va leur porter malheur et pousse sa fille à s'en débarrasser. Mais lorsque les nomades partent dans la steppe l'enfant s'enfuit d'un chariot en marche pour aller caresser le chien retenu par une ficelle à un piquet, puis part voir des busards qui peuvent l'attaquer. Le chien aboie, se détache du piquet et fait fuir les rapaces en sauvant l'enfant. Le chien est ensuite accepté par le père et caressé par l'enfant dans un des chariots.

## Commentaires
Le film est inspiré d’un conte mongol La cave du chien jaune de Gantuya Lahgva. Il n'y a pas de mort. Chacun se réincarne débute le film qui se termine par la petite fille aînée qui dit Quand je veux te caresser petit chien tu dors. Tu a dû être fainéant dans une vie antérieure. Cette réflexion de tradition bouddhiste est un hymne à la vie simple, qui se situe à la lisière du documentaire et de la fiction, elle nous montre une vision du monde philosophique. Beau, poétique et authentique sont les adjectifs qui nous viennent alors à l’esprit. Comme le dit la réalisatrice ce film nous incite « à voir la vie au-delà de ses valeurs linéaires et matérielles ».

## Fiche technique
- Titre : Le Chien jaune de Mongolie
- Titre original : Die Höhle des gelben Hundes
- Titre mongol : Шар нохойн там / Shar nokhoïn tam (« l'enfer du chien jaune »)
- Réalisation : Byambasuren Davaa
- Scénario : Byambasuren Davaa, d'après le conte de Gantuya Lhagva
- Production : Stefan Schesch
- Budget : 600 000 euros
- Musique : Börte
- Photographie : Daniel Schönauer
- Montage : Sarah Clara Weber
- Générique : Adam Glauer, Kinh-Long Truong
- Dresseur du chien : Steffen Zlabinger
- Pays d'origine :  Allemagne,  Mongolie
- Langue originale : mongol
- Format : couleurs - 1,85:1 - Dolby Digital - 35 mm
- Genre : drame
- Durée : 93 minutes
- Dates de sortie :
  - Allemagne : 28 juin 2005 (festival du film de Munich), 28 juillet 2005 (sortie nationale)
  - France : 1er février 2006

## Distribution
- Urjindorj Batchuluun : Urjindorj, le père, un éleveur de moutons nomade
- Buyandulam Daramdadi Batchuluun : Buyandulam, la mère
- Nansal Batchuluun : Nansal, la fille aînée, âgée de six ans, qui découvre un jour un chiot abandonné
- Nansalmaa Batchuluun : Nansalmaa, la fille cadette
- Batbayar Batchuluun : Batbayar, le fils, un tout petit garçon
- Tsrenpuntsag Ish : la vieille dame, qui recueille Nansa quand elle se perd
- Le chien Zochor : Zochor, le chien
- Seharav Sumiya : le premier chasseur
- Battur Lhamsuren : le deuxième chasseur
- Battjargal Ulzüdelger : le chauffeur

## Autour du film
- La réalisatrice s'est inspirée d'un conte traditionnel mongol, La Cave du chien jaune, pour écrire son histoire. Dans ce dernier, un chien jaune permettait la guérison d'une fille atteinte d'un mal incurable. Une vieille femme narre ce conte à la petite Nassal alors qu'elle l'avait recueillie pendant un orage. Le maître du chien, dont la fille était gravement malade, va consulter un guérisseur qui lui demande de sacrifier le chien pour que sa fille guérisse. Le père décide d'enfermer en secret le chien dans une cave où il lui apportera de la nourriture pendant longtemps, jusqu'au jour où il disparait. La fille guérit de son affection. L'explication est simple : la jeune fille voyait en secret son amoureux, mais les aboiements du chien les trahissait. Se débarrasser du chien guérissait en effet la jeune fille de son affection.
- Plusieurs principes bouddhistes sont aussi évoqués, dont celui de la réincarnation. La jeune Nassal demande à la vieille femme qui l'a recueillie si elle pouvait se réincarner en humain. La vieille lui demande alors de faire couler une poignée de riz sur le pointu d'une aiguille à coudre et de compter le nombre de grain qui s'empalent sur l'aiguille. « Mais c'est impossible ! » s'écrie la fillette. « C'est tout aussi difficile de se réincarner en humain, c'est pour cette raison que tu dois apprécier la vie actuelle », lui répond la vieille.

## Distinctions
- 2005 : Palme dog pour le chien Bruno.
- Prix du meilleur conte, lors du Festival international du film des Hamptons en 2005.
- Prix du meilleur réalisateur, lors du Festival du film de Munich en 2005.
- Prix SIGNIS avec mention spéciale, lors du Festival international du film de Saint-Sébastien en 2005.
- Deutscher Filmpreis du meilleur film pour enfants en 2006.